# Moëze
Moëze és un municipi francès situat al departament del Charente Marítim i a la regió de la Nova Aquitània. L'any 2007 tenia 529 habitants.

## Demografia

### Població
El 2007 la població de fet de Moëze era de 529 persones. Hi havia 203 famílies de les quals 42 eren unipersonals (27 homes vivint sols i 15 dones vivint soles), 65 parelles sense fills, 73 parelles amb fills i 23 famílies monoparentals amb fills.
La població ha evolucionat segons el següent gràfic:
Habitants censats

### Habitatges
El 2007 hi havia 236 habitatges, 209 eren l'habitatge principal de la família, 15 eren segones residències i 12 estaven desocupats. 229 eren cases i 5 eren apartaments. Dels 209 habitatges principals, 165 estaven ocupats pels seus propietaris, 40 estaven llogats i ocupats pels llogaters i 4 estaven cedits a títol gratuït; 1 tenia una cambra, 4 en tenien dues, 20 en tenien tres, 66 en tenien quatre i 118 en tenien cinc o més. 155 habitatges disposaven pel capbaix d'una plaça de pàrquing. A 83 habitatges hi havia un automòbil i a 117 n'hi havia dos o més.

### Piràmide de població
La piràmide de població per edats i sexe el 2009 era:
| Homes | Edats   | Dones |
| ----- | ------- | ----- |
| 0     | 95 o +  | 0     |
| 0     | 90 a 94 | 0     |
| 0     | 85 a 89 | 4     |
| 4     | 80 a 84 | 0     |
| 0     | 75 a 79 | 12    |
| 12    | 70 a 74 | 8     |
| 8     | 65 a 69 | 12    |
| 20    | 60 a 64 | 4     |
| 8     | 55 a 59 | 12    |
| 16    | 50 a 54 | 20    |
| 16    | 45 a 49 | 0     |
| 16    | 40 a 44 | 36    |
| 40    | 35 a 39 | 20    |
| 16    | 30 a 34 | 12    |
| 4     | 25 a 29 | 8     |
| 16    | 20 a 24 | 8     |
| 24    | 15 a 19 | 24    |
| 20    | 10 a 14 | 16    |
| 12    | 5 a 9   | 20    |
| 4     | 0 a 4   | 8     |

## Economia
El 2007 la població en edat de treballar era de 354 persones, 264 eren actives i 90 eren inactives. De les 264 persones actives 240 estaven ocupades (131 homes i 109 dones) i 24 estaven aturades (12 homes i 12 dones). De les 90 persones inactives 42 estaven jubilades, 15 estaven estudiant i 33 estaven classificades com a «altres inactius».

### Ingressos
El 2009 a Moëze hi havia 217 unitats fiscals que integraven 545 persones, la mediana anual d'ingressos fiscals per persona era de 16.265 €.

### Activitats econòmiques
Dels 11 establiments que hi havia el 2007, 1 era d'una empresa alimentària, 3 d'empreses de fabricació d'altres productes industrials, 4 d'empreses de construcció, 2 d'empreses de comerç i reparació d'automòbils i 1 d'una empresa de serveis.
Dels 6 establiments de servei als particulars que hi havia el 2009, 2 eren guixaires pintors, 2 lampisteries, 1 electricista i 1 empresa de construcció.
L'únic establiment comercial que hi havia el 2009 era una fleca.
L'any 2000 a Moëze hi havia 13 explotacions agrícoles que ocupaven un total de 1.442 hectàrees.

## Equipaments sanitaris i escolars
El 2009 hi havia una escola maternal integrada dins d'un grup escolar amb les comunes properes formant una escola dispersa.

## Poblacions més properes
El següent diagrama mostra les poblacions més properes.